# Juan Antonio Lavalleja
 (octobre 2015).
Si vous disposez d'ouvrages ou d'articles de référence ou si vous connaissez des sites web de qualité traitant du thème abordé ici, merci de compléter l'article en donnant les références utiles à sa vérifiabilité et en les liant à la section « Notes et références ».
Juan Antonio Lavalleja y de la Torre (né le 24 juin 1784 à Santa Lucía, Minas – mort le 22 octobre 1853 à Montevideo) fut un militaire et politique uruguayen. Il est le chef des Treinta y Tres Orientales et président de l'Uruguay lors du Triumvirat du gouvernement de 1853.

## Son enfance
Il fut le fils de Manuel Pérez de La Valleja, un Espagnol de Huesca, un agriculteur propriétaire et de Ramona Justina de la Torre, aussi espagnole. Ses parents émigrèrent dans la Banda orientale et s'installèrent dans le département de Minas. Ce fut dans cette propriété qu'il passa son enfance et son adolescence.

### Première lutte pour l'indépendance
Quand la révolution de mai éclata le 25 mai 1810 à Buenos Aires, Lavalleja était déjà décidé à en faire partie et fut déjà soldat lors de la bataille de Las Piedras en 1811, il fut promu capitaine en 1814.
Sous les ordres de Fructuoso Rivera et accompagné de José Gervasio Artigas dans la lutte engagée contre les soldats argentins du pouvoir central, il se battit donc contre les troupes de Manuel Dorrego durant la bataille de Guayabos et en remporta la victoire le 10 janvier 1815.

### Actions pendant les invasions portugaises
En 1816, lors des invasions portugaises, Lavalleja défendit l'Uruguay sur les terrains qu'il connaissait bien de la région minuana (de Minas).
En 1817, il défendit vigoureusement avec l'armée de Rivera le Paso de Cuello (le Pas du Col), contre l'armée portugaise supérieure en nombre du général Carlos Federico Lecor (es). Cette même année, il se maria avec Ana Monterroso (en). Le 3 avril 1818, un détachement portugais le fit prisonnier sur le torrent Valentín (Salto). Il fut ensuite transféré à Montevideo, puis à Rio de Janeiro, d'où il fut envoyé vers l'île des Cobras.
En 1821, à sa sortie de prison, il reprit immédiatement son service dans l'armée et plus précisément dans le régiment des dragons de l'Union (Regimiento de Dragones de la Unión) dont le chef était Rivera.
Quand fut proclamée le 17 octobre 1822 l'indépendance du Brésil et que fut construit l'empire du Brésil, Rivera et Lavalleja furent avec Carlos Lecor en faveur de l'empereur Pierre Ier du Brésil.
Quand il partit sans Fructuoso Rivera (qui était resté aux côtés des forces portugaises et brésiliennes) pour Buenos Aires en 1824, les autorités impériales le déclarèrent déserteur et confisquèrent ses biens.

### Débarquement des Treinta y Tres Orientales
Ce qui avait déjà été fait signifiait beaucoup pour les Orientaux qui avaient émigré dans toutes les Provinces-Unies du Río de la Plata, et les plans pour que la Province cisplatine y soit rattachée se firent lentement mais furent réalisables. Et en réalisant le plan avec les chefs qui avaient encore une influence sur la Bande orientale, Lavalleja pouvait les compter comme alliés dans une seconde tentative de révolte, alors que dans le même temps, le colonel Fructuoso Rivera, au service du gouverneur Carlos Lecor, se préparait pour les futures batailles. Le groupe des Trente-Trois Orientaux fut tout de même constitué puisque l'argent nécessaire à l'armement des soldats fut donné par les riches rancheros argentins qui voulaient récupérer les plaines uruguayennes alors occupées par les grands propriétaires brésiliens. Cette expédition devait être rapidement soutenue par la population pour que le soulèvement soit efficace face à l'armée brésilienne.
Lavalleja fut désigné comme chef de l'expédition à cause de sa témérité et son audace déjà prouvée. L'exploit se fit le 19 avril 1825, en prenant pied sur les bords du Río Uruguay sur la plage de la Charmante (playa de la Agraciada), avec quelques armes et un petit groupe de compagnons en majorité des chefs et des fonctionnaires argentins.
Ils entreprirent immédiatement des opérations offensives puisque le 24 du même mois, ils entrèrent dans la ville de Santo Domingo de Soriano et partirent à la recherche du colonel Rivera qu'ils trouvèrent à Monzón le 29 sans qu'il n'y eut de combats. Après une courte entrevue avec ses anciens compagnons d'armes, Rivera fut intégré aux forces indépendantistes avec ses soldats sous ses ordres.
Il existe une controverse sur la façon avec laquelle Rivera changea de camp, s'il fut surpris par l'attaque sur Monzón par Lavalleja et qu'il fut prisonnier comme il le dit dans une lettre à son épouse écrite à San José le 2 mai et que dans de telles circonstances, il était préférable de se rallier aux patriotes ou si ce fut un arrangement préparé auparavant et que Lavalleja savait que Rivera l'attendrait à Monzón sans combattre pour les rejoindre, ce qui paraît plus logique, et dans ce cas, Rivera devait cacher cette décision aux autorités qui pouvaient lire les lettres.
L'adhésion de Rivera (un individu de grand prestige et très respecté dans les campagnes), fut d'une importance capitale et fut à elle seule une cause des premières batailles gagnées. Poursuivant les opérations, les villes de San José de Mayo et Canelones furent rapidement sous contrôle des patriotes et le 14 juin fut établi à Florida un gouvernement provisoire sous la présidence de Manuel Calleros (es) et enfin, le 25 août 1825, la Salle des Représentants proclama l'indépendance de la province vis-à-vis du Brésil, immédiatement suivie par la demande de rattachement de la province aux Provinces-Unies du Río de la Plata.
La colonne aux ordres de Rivera battit ses adversaires Rincón de Haedo (es) le 24 septembre et le 12 octobre Lavalleja triompha à la bataille de Sarandí.

### Activités postérieures
Le gouvernement de Buenos Aires accepta, sous la pression croissante de l'opinion publique, d'intégrer la Province Orientale, ce qui provoqua la guerre avec l'empire du Brésil, qui déclencha les hostilités en janvier 1826. Dans le même temps, les premières dissensions entre Lavalleja et Rivera, peu visibles jusque-là, commencèrent à apparaître.
Lavalleja fut incorporé à l'Armée républicaine précisément pour l'éloigner de la politique. Il partit en campagne dans le Rio Grande do Sul, où il remporta, le 20 février 1827, la bataille d'Ituzaingó. Des dissensions entre Lavalleja et le général en chef Carlos María de Alvear paralysèrent l'armée, alors que les forces impériales se préparaient à reprendre les hostilités. Il fallut donc les séparer. Alvear partit pour le Cerro Largo et Lavalleja pour le Durazno, jusqu'au départ d'Alvear en juillet 1827, ce qui fit que Lavalleja fut désigné commandant en chef de l'Armée.
Entre les dissidences et les ambitions de l'époque, désireux de gouverner sans diplomatie (à la différence des autres politiques de l'époque) vis-à-vis du Brésil, le général Lavalleja s'embarqua dans une série d'actes violents d'ordre politico-administratifs, en aboutissant par la prise de pouvoir le 12 octobre 1827 en dissolvant l'Assemblée du Gouvernement que présidait Joaquín Suárez.
La Convention préliminaire de paix qui fut signée en 1828 entre l'empire du Brésil et les Provinces-Unies obligèrent Lavalleja à abandonner sa dictature et le général José Rondeau se chargea du premier gouvernement provisoire le 1er décembre.
En rébellion contre l'ordre institutionnel en juillet 1832, il fut mis en échec et dut s'enfuir au Brésil. En 1834, il réitéra en envahissant la République avec l'aide de Juan Manuel de Rosas, tentative qui prit fin de la même manière que la précédente.
Lors de la présidence de Manuel Oribe en 1835-1836, il était réfugié en Argentine. Rosas voulut se servir de Lavalleja comme menace contre Oribe. Mais quand le général Rivera se rebella contre le gouvernement d'Oribe, au milieu de l'année 1836, Lavalleja décida de se battre aux côtés d'Oribe et débarqua à Colonia del Sacramento le 1er août 1836 avec une centaine d'hommes.
Ses grades dans l'armée nationale lui furent rendus et il partagea avec le général Ignacio Oribe (es) la victoire de la bataille de Carpintería le 19 septembre 1836, mais aussi la défaite de Palmar le 15 juin 1838.
Quand Oribe renonça au pouvoir, en octobre 1838, Lavalleja retourna en Argentine pour être au service direct de Rosas. Accompagné par le général Pascual Echagüe (en), lors de l'invasion de 1839, il fut battu le 29 décembre à la bataille de Cagancha (es). Ils partirent de nouveau en Argentine et en 1840, furent vaincus à Don Cristóbal (en).
Une longue période de la grande guerre se passa à travers lui, résident depuis 1845 dans le domaine de Cerrito, où se tenait le second gouvernement d'Oribe, et d'après Antonio Díaz (en), il fut invisible, endurant de nombreuses privations matérielles.
Après le traité de paix du 8 octobre 1851, il fut inscrit dans les listes de l'armée comme brigadier général et reçut le commandement militaire des départements de Cerro Largo, Lavalleja et de Maldonado.
Il fit partie avec Rivera et Venancio Flores du Triumvirat du gouvernement  qui se substitua le 25 septembre 1853 au gouvernement de Juan Francisco Giró, mais il mourut subitement.

## Héritage
Sans comparer Juan Antonio Lavalleja avec le capitaine José Artigas, le chef des Treinta y Tres et le général vainqueur de Sarandí, a son nom dans la liste des grands hommes de la patrie uruguayenne puisqu'il s'est battu pour l'indépendance du pays. Minas, la ville où il fut né, érigea le 12 octobre 1902 sur la place principale, la première statue équestre de Lavalleja et par la loi du 26 décembre 1927, le département de Minas devint celui de Lavalleja.